# Самоврядна церква
Самоврядна церква (Самокерована; рос. Самоуправляемая церковь; англ. Self-Ruled) — термін, що вживається в Статуті Російської православної церкви на позначення її самостійних адміністративних одиниць. Порівняння Статутів цих Церков свідчить, що термін не відповідає статусу автономної Церкви. Прийняте у православній традиції поняття напівавтономії (наприклад, Критська православна церква Вселенського патріархату Константинополя) у російській церковній термінології відповідає екзархату. Таким чином, згідно з російським церковно-адміністративним устроєм, самоврядна Церква є чимось середнім між повною автономією і екзархатом (напівавтономією). В інших православних автокефальних Церквах такого статусу не існує, тому там самоврядні Церкви можуть розглядатися або як напівавтономії, або їхній статус взагалі ігнорується.
Схожий статус має Антіохійська православна архиєпархія Північної Америки й Антіохійська православна архиєпархія Австралії, Нової Зеландії та всієї Океанії.

## Перелік самоврядних Церков Московського патріархату

### «Самоврядна Церква з правами широкої автономії»
- Українська православна церква Московського патріархату

### «Самоврядна Церква з розширеними правами»
- Російська православна церква закордоном (частина положень Статуту не застосовується)

### «Самоврядна Церква»
- Естонська православна церква Московського патріархату
- Православна церква Молдови
- Латвійська православна церква